# 社會認同理論

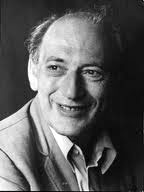
社会生物学家Henri Tajfel

社會認同是個人自我概念的一部分，源自個人認知上屬於特定社會群體之成員身份。
社會認同理論引入了社會認同的概念，作為解釋群體間行為（英語：intergroup behaviour）的一種方式。 社會認同理論探索「內群體」和「外群體」現象，並基於該觀點，即身份是透過以相對或靈活的方式定義的差異過程構成的，這取決於一個人所從事的活動。 該理論被描述為根據感知到的群體地位差異、感知到的這些地位差異的合法性和穩定性，以及感知到的從一個群體轉移到另一個群體的能力來預測某些群際行為。 這與社會認同理論被用來指代關於人類群體認同的一般理論化的場合形成鮮明對比。
約翰·特納 (John Turner) 等以自我歸類理論的形式發展了相關之理論，建立在社會認同理論的見解之上，以對自我和團體過程進行更通泛的描述。

社會認同理論表明，如果一個組織可以改變他們的自我認同或他們的部分自我概念，這些自我概念源自對群體的了解和對群體的情感依戀。

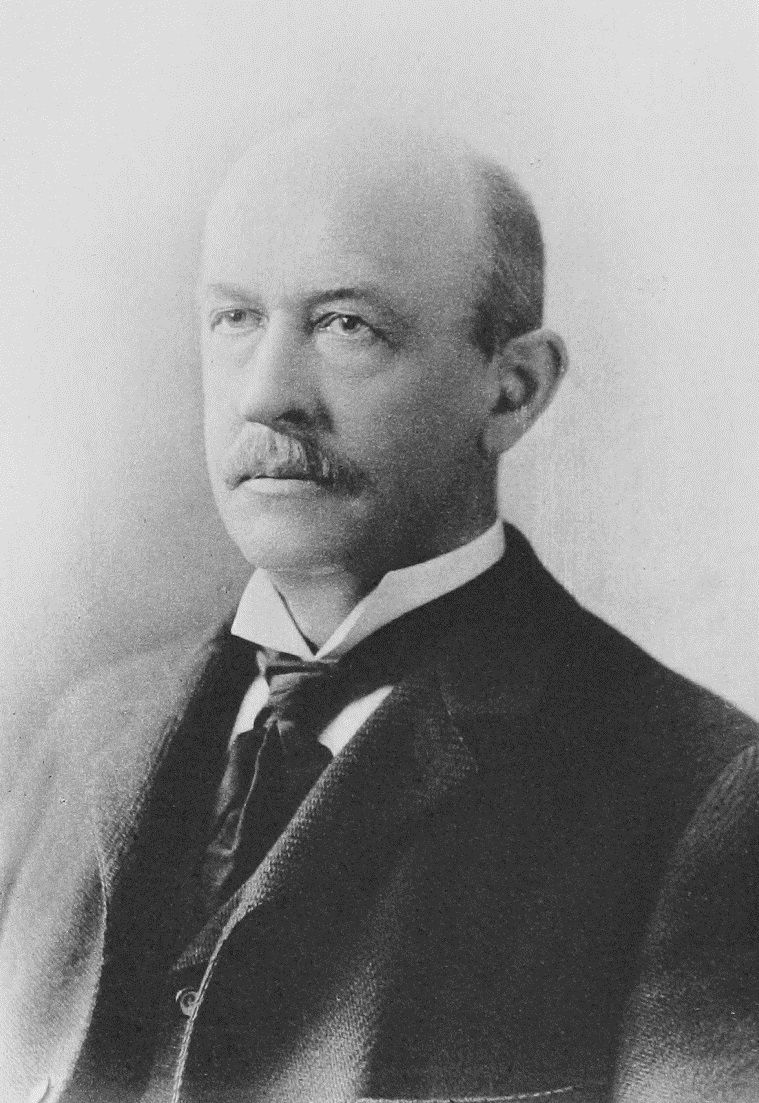
社会科学家 威廉·格雷厄姆·萨姆纳

## 理論
社會認同理論指出，人類的社會行為受到他人的行為和當代的社會標準而異。社会认同是个人自我概念的一部分，源自相关社会群体的感知成员身份。
正如社会心理学家Henri Tajfel和John Turner (psychologist)在1970年代和1980年代最初提出的一样，社会认同理论引入了社会认同的概念作为解释群体间行为的一种方式。
社会认同理论被描述为一种基于感知到的群体状态差异，感知到的合法性和状态稳定性的稳定性以及感知从一个群体迁移到另一群体的能力的理论来预测某些群体间行为的理论。这与“社会认同理论”一词用于指代人类社会自我的一般理论形成对比。而且，尽管一些研究者已经如此对待它，社会认同理论从未打算成为社会分类的一般理论。正是由于对社会认同理论范围有限的认识，约翰·特纳及其同事才以自我归类理论的形式发展了堂兄理论，正是基于对社会认同理论的洞察力来实现的。对自我和群体过程进行更一般的描述。 
社会认同理论认为，组织可以改变个体的行为，只要它能够改变其对群体的知识和情感依恋所产生的自身身份或部分自我概念。

## 歷史背景
20世紀20年代末，集體主義的觀點幾乎從主流社會心理學中消失，與此同時，第一個社會認同理論的正式聲明發報中，Tajfel寫了對當時的社會現象的看法：
「在罷工行動中使我們了解到社會分類仍然是一個浮擺不定的概念。社會行為與社會分類並沒有直接明確的連結。而怎樣的社會分類又會較突出或不顯著？到底什麼樣的社會現況促使這個情形呢？通過階級制的社會分類，導致社會氛圍不佳，使得大眾感到他們是在與其他群眾長期衝突，而大眾的心理轉變，也會因為穩定的社會制度到不穩定的社會制度而起著變化。
因此，在部分社會認同理論反映了大眾對重建一個更集體的自我和社會群體的社會心理願望。」

### 文獻
- 政大機構典藏 （页面存档备份，存于）

### 腳註
1. 1 2  Turner, John; Oakes, Penny. . British Journal of Social Psychology. 1986, 25 (3): 237–252. doi:10.1111/j.2044-8309.1986.tb00732.x .
2. ↑  . Springer Link: Springer Nature. 2020. ISBN 978-3-030-13790-8. OCLC 1182516016. The thoughts and feelings that arise when you think about the group you belong to form your social identity.
3. 1 2  Tajfel, H.; Turner, J. C. . W. G. Austin; S. Worchel  (编). . Monterey, CA: Brooks/Cole. 1979: 33–47.
4. 1 2 3  Tajfel, H.; Turner, J. C. . S. Worchel; W. G. Austin  (编). . Chicago, IL: Nelson-Hall. 1986: 7–24.
5. 1 2 3 4  Turner, J. C. Ellemers, N.; Spears, R.; Doosje, B. , 编. . Social Identity (Oxford: Blackwell). 1999: 6–34.
6. ↑  Benwell, Bethan; Stokoe, Elizabeth. . Edinburgh University Press. 2006  [2023-04-30]. ISBN 978-0-7486-1749-4. JSTOR 10.3366/j.ctt1r2356. （原始内容存档于2022-09-22）.
7. ↑  Haslam, S. A.; Ellemers, N.; Reicher, S. D.; Reynolds, K. J.; Schmitt, M. T. Postmes, T.; Branscombe, N. R. , 编. . Rediscovering Social Identity (Psychology Press). 2010: 341–356.
8. ↑  Haslam, A. S. (2001). Psychology in Organizations. London, SAGE Publications. p 26-57
9. ↑  Turner, J. C.; Reynolds, K. J. . T. Postmes; N. Branscombe  (编). . Psychology Press. 2010.
10. 1 2  Tajfel, H.; Turner, J. C. . W. G. Austin; S. Worchel  (编). . Monterey, CA: Brooks/Cole. 1979: 33–47.
11. ↑  Tajfel, H.; Turner, J. C. . S. Worchel; W. G. Austin  (编). . Chicago, IL: Nelson-Hall. 1986: 7–24.
12. ↑  Postmes, T. & Branscombe, N. (2010). "Sources of social identity社会认同的来源". In T. Postmes & N. Branscombe (Eds). Rediscovering Social Identity: Core Sources重新发现社会身份：核心来源. Psychology Press.